# 1900년 하계 올림픽 승마
1900년 하계 올림픽 승마는 프랑스 파리에서 개최된 1900년 하계 올림픽의 경기 종목이다. 1900년 3월 29일에 프랑스 파리에서 진행되었다. 5개국에서 60명의 선수가 참가하였다.

## 세부 종목
1900년 하계 올림픽 승마 경기는 3개의 세부 종목과 2개의 비공식 종목으로 진행되었다.
| - 공식 종목 - 장애물 - 높이뛰기 - 멀리뛰기 | - 비공식 종목 - 우편마차 - 마차복합 |

## 참가국
5개국에서 60명의 선수가 참가하였다. (비공식 종목 제외)
- 러시아 제국 (2명)
- 미국 (1명)
- 벨기에 (15명)
- 이탈리아 (3명)
- 프랑스 (39명)

## 메달 집계

### 최종 순위
| 순위 | 국가     | 금메달 | 은메달 | 동메달 | 합계 |
| ---- | -------- | ------ | ------ | ------ | ---- |
| 1    | 벨기에   | 2      | 1      | 1      | 4    |
| 2    | 이탈리아 | 1      | 1      | 0      | 2    |
| 3    | 프랑스   | 1      | 0      | 2      | 3    |
| 합계 | 합계     | 4      | 2      | 3      | 9    |

### 메달리스트
| 종목            | 금                                | 은                                | 동                            |
| --------------- | --------------------------------- | --------------------------------- | ----------------------------- |
| 장애물 자세히   | 에메 헤이주망 · 벨기에            | 조지 판 데르 포엘레 · 벨기에      | 루이 드 샴프사빙 · 프랑스     |
| 높이뛰기 자세히 | 도미니크 가데르 · 프랑스          | 없음                              | 조지 판 데르 포엘레 · 벨기에  |
| 높이뛰기 자세히 | 지오바니 조지 트리시노 · 이탈리아 | 없음                              | 조지 판 데르 포엘레 · 벨기에  |
| 멀리뛰기 자세히 | 콘스탕 반 랑헨도크 · 벨기에       | 지오바니 조지 트리시노 · 이탈리아 | 페이르 드 벨레가르드 · 프랑스 |

## 비공식 종목
| 종목            | 금                       | 은                 | 동                                |
| --------------- | ------------------------ | ------------------ | --------------------------------- |
| 마차복합 자세히 | 나폴레옹 무라트 · 프랑스 | 아르슈눌 · 프랑스  | 드 몬테스키우 페즈네사크 · 프랑스 |
| 우편마차 자세히 | 조지 나켈마케 · 벨기에   | 레옹 토미 · 프랑스 | 바롱 드 뇌플리제 · 프랑스         |

## 같이 보기
- 올림픽 승마 메달리스트 목록

## 참고 자료
- 국제 올림픽 위원회 - 1900년 하계 올림픽 승마 경기 결과 (영어)
- De Wael, Herman. 《Herman's Full Olympians: "Equestrian 1900"》. 2012년 7월 16일에 원본 문서에서 보존된 문서. 2006년 3월 19일에 확인함.
- Mallon, Bill (1998). 《The 1900 Olympic Games, Results for All Competitors in All Events, with Commentary》. Jefferson, North Carolina: McFarland & Company, Inc., Publishers. ISBN 0-7864-0378-0.

| 올림픽 승마 |                                     |                 |
|             | 1900년 하계 올림픽 승마 1900년 파리 | 다음 대회       |
|             | 1900년 하계 올림픽 승마 1900년 파리 | 1912년 스톡홀름 |